# Percy Faith
Percy Faith (Toronto, 7 aprile 1908 – Los Angeles, 9 febbraio 1976) è stato un musicista, direttore d'orchestra e compositore canadese naturalizzato statunitense.
Fu tra i principali esponenti del genere easy listening tra gli anni cinquanta e sessanta: insieme all'orchestra di cui era il bandleader, pubblicò oltre un'ottantina di album.
Degne di nota, sono le sue versioni di brani quali Delicado (1952) che raggiunse la prima posizione nella Billboard Hot 100, The Song from Moulin Rouge con Felicia Sanders (1953) (prima posizione negli Stati Uniti per dieci settimane) e Theme from a Summer Place (1960 che raggiunse la prima posizione nella Billboard Hot 100 per nove settimane e in Italia per 13 settimane (Scandalo al sole) e la seconda posizione nel Regno Unito, Grammy Award nel 1961), oltre che di numerosi canti natalizi.
Fu anche arrangiatore di numerosi successi interpretati da cantanti quali Tony Bennett, Doris Day, Burl Ives, Johnny Mathis, Sarah Vaughan.

## Biografia
Nato in Canada, era il primo di otto figli. Sin da bambino iniziò a suonare il violino e il pianoforte, esibendosi in pubblico. Dopo essersi creato delle notevoli ustioni alle mani, iniziò l'attività di direttore d'orchestra e con la sua orchestra utilizzò diffusamente la radio come veicolo di diffusione della musica. Iniziò con delle stazioni radiofoniche minori per passare poi alla Canadian Broadcasting Corporation con la quale realizzò trasmissioni dal 1933 al 1940, quando si trasferì negli Stati Uniti a Chicago. Nel 1945, divenne cittadino statunitense naturalizzato. Da allora realizzò numerose registrazioni per la Voice of America. Dal 1948-1949 ha diretto l'orchestra sulla rete radio CBS per la Coca-Cola Ore (aka La Pausa Che Rinfresca) e ha collaborato con il fisarmonicista John Serry Sr. Dopo una breve collaborazione con la Decca Records, lavorò per Mitch Miller alla Columbia Records, dove realizzò alcune dozzine di album ed arrangiamenti per diversi cantanti di musica pop degli anni 1950, fra i quali si ricordano Tony Bennett, Doris Day e Guy Mitchell (per quest'ultimo Faith scrisse quello che divenne il maggior successo di Mitchell, "My Heart Cries for You").
Faith è l'unico musicista che riuscì ad ottenere la prima posizione per una canzone sia all'epoca del pop ("Song from Moulin Rouge") che del rock ("Theme from a Summer Place"). Il lato B di "Song from the Moulin Rouge" era l'altrettanto popolare "Swedish Rhapsody" del compositore Hugo Alfvén.
Sebbene Faith avesse inondato Broadway, Hollywood e la musica latino-americana con molte delle sue registrazioni nel corso degli anni 1950, raggiunse grande popolarità a partire dal 1962 con le sue versioni orchestrali dei pezzi pop e rock più famosi del tempo. Il suo album "Themes for Young Lovers" fu un grandissimo successo e contribuì a diffondere e far amare la sua musica alle giovani generazioni di ascoltatori. A seguito del successo incontrato da Ray Conniff con la sua orchestra e coro nello stesso periodo, Faith iniziò ad impiegare un coro (in un primo tempo di voci femminili e successivamente un coro di voci miste) nella registrazione di diversi album a partire dalla metà degli anni 1960 in avanti. Il primo singolo di Faith con un coro femminile, "Yellow Days", fu un vero successo, nella trasmissione MOR (Middle of the Road) alla metà degli anni 1960. Faith continuò a realizzare album hit fino ai primi anni 1970 e ricevette un secondo Grammy award nel 1969 per l'album "Love Theme from 'Romeo and Juliet'."
Sebbene notissimo per la sua carriera nel campo della musica easy listening, Faith realizzò occasionalmente anche alcune colonne sonore, ricevendo una nomination all'Academy Award per l'adattamento della canzone cantata da Doris Day nel film Love Me or Leave Me. Diverse sue colonne sonore per film drammatici come Dimmi la verità e The Oscar contenevano canzoni tratte da temi popolari. Faith compose anche le musiche per la lunga serie televisiva della NBC, Il virginiano.
Con l'avvento del rock duro negli anni 1970, gli eleganti arrangiamenti di Faith caddero in disuso presso il grande pubblico, ma nonostante ciò egli continuò a realizzare album di tipologia diversa rispetto al suo stile come con Jesus Christ Superstar e Black Magic Woman. Realizzò anche un album di musica country e due album di arrangiamenti di musica disco verso la fine della sua carriera quarantennale.
Faith morì di cancro a Encino alla periferia di Los Angeles e venne sepolto nel Hillside Memorial Park Cemetery a Culver City, California. Lasciò la moglie Mary e i loro due figli: una femmina, Marilyn, e un maschio, Peter.

## Discografia

### Album
- Fiesta Time (Decca Records, 1948)
- Your Dance Date with Percy Faith (1950)
- American Waltzes (1951
- Carefree Rhythms (1951)
- Percy Faith (1952)
- Carnival Rhythms (1953)
- Continental Music (1953)
- Delicado (1953)
- Kismet (1954)
- Music from Hollywood (1954)
- Music of Christmas (1954)
- Music Until Midnight (1954)
- Percy Faith Plays Romantic Music (1954)
- Amour, Amor, Amore (1955)
- Girl Meets Boy (1955)
- Music for Her (1955)
- Wish Upon a Star (1955)
- It's So Peaceful in the Country (with Mitch Miller) (1956)
- The Most Happy Fella (1956)
- My Fair Lady (1956)
- Passport to Romance (1956)
- Swing Low in Hi-Fi (1956)
- Adventure in the Sun (1957)
- The CBS Album of George Gershwin (1957)
- Li'l Abner (1957)
- Viva: The Music of Mexico (1957)
- The Columbia Album of Victor Herbert (1958)
- Hallelujah! (1958)
- South Pacific (1958)
- Touchdown! (1958)
- Bouquet (1959)
- Malagueña: Music of Cuba (1959)
- A Night with Sigmund Romberg (1959)
- Porgy and Bess (1959)
- Bon Voyage!: Continental Souveniers (1960)
- Jealousy (1960)
- A Night with Jerome Kern (1960)
- The Sound of Music (1960)
- Camelot (1961)
- Carefree (1961)
- Mucho Gusto! More Music of Mexico (1961)
- Subways Are for Sleeping (1961)
- Tara's Theme from Gone With The Wind (1961)
- This Fling Called Love (with Eileen Farrell) (1961)
- Bouquet of Love (1962)
- Exotic Strings (1962)
- Hollywood's Great Themes (1962)
- The Music of Brazil! (1962)
- American Serenade (1963)
- A Look at Monaco (1963)
- Shangri-La! (1963)
- Themes for Young Lovers (1963)
- Great Folk Themes (1964)
- The Love Goddesses (1964)
- More Themes for Young Lovers (1964)
- Broadway Bouquet (1965)
- Do I Hear a Waltz? (1965)
- Latin Themes for Young Lovers (1965)
- Bim! Bam!! Boom!!! (1966)
- Christmas Is... (1966)
- The Oscar (1966)
- Themes for the "In" Crowd (1966)
- Born Free and Other Great Movie Themes (1967)
- Today's Themes for Young Lovers (1967)
- Angel of the Morning (1968)
- For Those in Love (1968)
- Love Theme from "Romeo and Juliet" (1969)
- Those Were the Days (1969)
- Windmills of Your Mind (1969)
- The Beatles Album (1970)
- Sixteen Most Requested Songs (raccolta postuma, 1978).
- Christmas Melodies (raccolta postuma, 1984)
- Ultimate Collection (raccolta postuma, Sony Records, 2002)

### Singoli
- Moulin Rouge Theme
- The Bandit
- With A Little Bit Of Luck
- Theme from a Summer Place (1960)
- Theme For Young Lovers
- Sons And Lovers
- Theme From The Dark At The Top Of The Stairs
- The Sound Of Surf

## Premi & riconoscimenti
- 1961 Grammy Award per il disco Theme from a Summer Place